# Warumpi Band
De Warumpi Band is een Australische Aboriginalrockgroep die in het begin van de jaren 1980 opgericht werd. De oorspronkelijke leden waren Gordon en Sammy Butcher, Neil Murray (de enige blanke in het gezelschap) en George Rrurrambu. De naam van de groep verwijst naar de droomplaats van de honingmier, nabij Papunya, de nederzetting in het Noordelijk Territorium waarvan de Aboriginalleden afkomstig zijn.
In hun beginjaren speelden ze voornamelijk in geïsoleerde nederzettingen en afgelegen dorpjes. In 1983 werd de eerste rocksong in een Aboriginaltaal ("Jailanguru Pakarnu", Loritja voor "Uit de Gevangenis") door hen geschreven, opgenomen en uitgebracht. Het volgende jaar namen ze hun eerste album op dat in 1985 op de markt kwam. Datzelfde jaar toerden ze door Australië, Papoea-Nieuw-Guinea, de Salomonseilanden en Vanuatu.
Een jaar later traden ze gedurende een maand samen op met Midnight Oil in Aboriginalnederzettingen en maakten nadien hun tweede album. Hierna was de Warumpi Band jarenlang inactief, maar in 1989 begon Neil Murray aan een solocarrière. In 1995 namen de leden de draad weer op en begonnen aan een tournee doorheen Europa. Hun derde album volgde een jaar later en in 2000 hield de band het definitief voor bekeken.
In 2007 George Rrurrambu is overleden.
Discografie:
- Big Name, No Blankets (1985)
- Go Bush! (1987)
- Too Much Humbug (1996)